# Campeonato de Futsal de Concacaf de 2016
El Campeonato de Futsal de Concacaf de 2016 fue la 6.ª edición del torneo de fútbol sala, que sirvió como clasificación de la Concacaf para la  Copa Mundial de Futsal de la FIFA 2016 en Colombia, en el transcurso del certamen Costa Rica se coronó campeón revalidando el título que obtuvo en el 2012, Panamá, Guatemala y Cuba, subcampeón, tercero y cuarto respectivamente, también lograron clasificar al mundial.

## Equipos participantes
| NAFU   | UNCAF      | CFU     | Play - Off |
| ------ | ---------- | ------- | ---------- |
| México | Costa Rica | Cuba    | Honduras   |
| Canadá | Guatemala  | Curazao |            |
|        | Panamá     |         |            |

- México clasificó automáticamente como el equipo perteneciente a la NAFU mejor clasificado de la pasada edición de este torneo, por lo que las 2 selecciones restantes (Canadá y Estados Unidos) disputan un Play-Off para decidir la séptima selección que participará en el torneo (véase Repechaje).
- Una vez finalizada la fase de clasificación de las diversas uniones, las selecciones terceras clasificadas de los grupos de la UNCAF y la CFU disputan un Play-Off para decidir la octava selección que participará en el torneo (véase Repechaje).

### Repechaje
| Equipo            | Pts | PJ | PG | PE | PP | GF | GC | Dif |
| ----------------- | --- | -- | -- | -- | -- | -- | -- | --- |
| Honduras          | 4   | 1  | 1  | 1  | 0  | 6  | 4  | +2  |
| Trinidad y Tobago | 1   | 1  | 0  | 1  | 1  | 4  | 6  | -2  |

| 4 de mayo de 2016, 17:30 (UTC-6) | Trinidad y Tobago | 1 - 1   | Honduras       | BN Arena, San José |  |
|                                  | Kerry Joseph 24'  | Reporte | 6' Oscar López |                    |  |

| 5 de mayo de 2016, 17:30 (UTC-6) | Honduras                                                                                           | 5 - 3   | Trinidad y Tobago                                           | BN Arena, San José |  |
|                                  | - Juan Hernández 3' - Luis Rivera 16' - Hasser Ortiz 16' - Carlos Montes 40' - Antonio Moncada 40' | Reporte | - 3' Kerry Joseph - 10' Ishmael Daniel - 17' Jameel Neptune |                    |  |

- Honduras clasifica para el Grupo A al vencer a Trinidad y Tobago por un resultado global de 6 goles a 4.

| Equipo         | Pts | PJ | PG | PE | PP | GF | GC | Dif |
| -------------- | --- | -- | -- | -- | -- | -- | -- | --- |
| Canadá         | 4   | 1  | 1  | 1  | 0  | 9  | 7  | +2  |
| Estados Unidos | 1   | 1  | 0  | 1  | 1  | 7  | 9  | -2  |

| 4 de mayo de 2016, 20:00 (UTC-6) | Canadá                                                                              | 4 - 4   | Estados Unidos                                                                  | BN Arena, San José |  |
|                                  | - Ian Bennett 30' - Matias Dimarco 36' - Nazim Belguendouz 37' - Jacob Orellana 38' | Reporte | - 20' Franck Tayou - 28' Patrick Healy - 29' Nelson Santana - 40' Daniel Mattos |                    |  |

| 5 de mayo de 2016, 20:00 (UTC-6) | Estados Unidos                                                    | 3 - 5   | Canadá                                                           | BN Arena, San José |  |
|                                  | - Adriano Dos Santos 15' - Tony Donatelli 38' - Daniel Mattos 39' | Reporte | - 14' 17' 29' Robert Renaud - 22' Brian Harris - 25' Ian Bennett |                    |  |

- Canadá clasifica para el Grupo B al vencer a Estados Unidos por un resultado global de 9 goles a 7.

## Organización

### Sedes
| BN Arena Capacidad: 5,200 espectadores |
|                                        |

### Árbitros
| País       | Árbitro         | País           | Árbitro           |
| ---------- | --------------- | -------------- | ----------------- |
| Panamá     | Luis Auilar     | Costa Rica     | Einer Arce        |
| Guatemala  | Leroy Brown     | Estados Unidos | Shane Butler      |
| Cuba       | Sergio Cabrera  | Guatemala      | Carlos de la Cruz |
| Honduras   | Jorge Flórez    | Guatemala      | Carlos González   |
| Costa Rica | Víctor Prendas  | México         | Francisco Rivera  |
| Cuba       | Roberto Sánchez | Estados Unidos | Lance Vahanitsma  |

### Calendario
| R | Repechaje | FG | Fase de grupos | 1/2 | Semifinales | F | Finales |

| Mayo de 2016           | 4 Mié | 5 Jue | 6 Vie | 7 Sáb | 8 Dom  | 9 Lun  | 10 Mar | 11 Mié | 12 Jue  | 13 Vie | 14 Sáb |
| ---------------------- | ----- | ----- | ----- | ----- | ------ | ------ | ------ | ------ | ------- | ------ | ------ |
| Fase (no. de partidos) | R (2) | R (2) |       |       | FG (4) | FG (4) | FG (4) |        | 1/2 (2) |        | F (2)  |

## Desarrollo de la competición

### Primera fase

#### Grupo A
| Equipo    | Pts | PJ | PG | PE | PP | GF | GC | Dif |
| --------- | --- | -- | -- | -- | -- | -- | -- | --- |
| Panamá    | 9   | 3  | 3  | 0  | 0  | 18 | 7  | 11  |
| Guatemala | 6   | 3  | 2  | 0  | 1  | 13 | 10 | 3   |
| México    | 3   | 3  | 1  | 0  | 2  | 12 | 11 | 1   |
| Honduras  | 0   | 3  | 0  | 0  | 3  | 8  | 23 | -15 |

| 8 de mayo de 2016, 12:30 (UTC-6) | Honduras             | 1 - 7   | México | BN Arena, San José         |                            |
|                                  | - Marco Triminio 15' | Reporte | - 7' 13' César Saldívar - 18' Jair Alemán - 20' Christian Hernández - 21' Ángel Rodríguez - 29' Miguel Resendes - 30' Erick Tovar | Árbitro(s): Víctor Prendas | Árbitro(s): Víctor Prendas |

| 8 de mayo de 2016, 15:00 (UTC-6) | Guatemala          | 1 - 4   | Panamá                                                            | BN Arena, San José         |                            |
|                                  | - Patrick Ruiz 26' | Reporte | - 13' 23' Fernando Mena - 20' Jorge Pérez - 20' Claudio Goodridge | Árbitro(s): Sergio Cabrera | Árbitro(s): Sergio Cabrera |

| 9 de mayo de 2016, 12:30 (UTC-6) | Panamá | 10 - 3  | Honduras                                                        | BN Arena, San José       |                          |
|                                  | - Josue Brown 8' - Edgar Rivas 12' - Carlos Pérez 16' - Claudio Goodridge 20' 30' 36' - José Vásquez 22' - Ángel Sánchez 30' 40' - Oscar Hinks 32' | Reporte | - 12' Antonio Moncada - 26' Carlos Montes - 31' Oscar Valeriano | Árbitro(s): Shane Butler | Árbitro(s): Shane Butler |

| 9 de mayo de 2016, 15:00 (UTC-6) | México                                      | 2 - 6   | Guatemala | BN Arena, San José          |                             |
|                                  | - Jair Alemán 11' - Christian Hernández 30' | Reporte | - 1' Roberto Alvarado - 4' Rafael González - 19' 35' Miguel Santizo - 38' Carlos Mérida - 40' Wanderley Ruiz | Árbitro(s): Roberto Sánchez | Árbitro(s): Roberto Sánchez |

| 10 de mayo de 2016, 12:30 (UTC-6) | México                                            | 3 - 4   | Panamá                                                             | BN Arena, San José       |                          |
|                                   | - César Saldivar 9' - Christian Hernández 13' 40' | Reporte | - 21' Claudio Goodridge - 29' 33' Fernando Mena - 35' Carlos Pérez | Árbitro(s): Jorge Flórez | Árbitro(s): Jorge Flórez |

| 10 de mayo de 2016, 15:00 (UTC-6) | Guatemala                                                | 6 - 4   | Honduras                                                               | BN Arena, San José           |                              |
|                                   | - Jonatan Arevalo 9' 14' 21' 25' - José Mansilla 12' 17' | Reporte | - 7' 26' Luis Rivera - 19' (a.g.) Roberto Alvarado - 32' Carlos Montes | Árbitro(s): Lance Vahanitsma | Árbitro(s): Lance Vahanitsma |

#### Grupo B
| Equipo     | Pts | PJ | PG | PE | PP | GF | GC | Dif |
| ---------- | --- | -- | -- | -- | -- | -- | -- | --- |
| Costa Rica | 9   | 3  | 3  | 0  | 0  | 15 | 5  | 10  |
| Cuba       | 4   | 3  | 1  | 1  | 1  | 8  | 11 | -3  |
| Canadá     | 3   | 3  | 1  | 0  | 2  | 13 | 14 | -1  |
| Curazao    | 1   | 3  | 0  | 1  | 2  | 8  | 14 | -6  |

| 8 de mayo de 2016, 17:30 (UTC-6) | Curazao             | 1 - 1   | Cuba             | BN Arena, San José          |                             |
|                                  | Ashar Bernardus 28' | Reporte | 15' Karel Mariño | Árbitro(s): Carlos González | Árbitro(s): Carlos González |

| 8 de mayo de 2016, 20:00 (UTC-6) | Costa Rica                                      | 3 - 2   | Canadá                    | BN Arena, San José           |                              |
|                                  | - Erick Brenes 20' 35' - Alejandro Paniagua 22' | Reporte | - 5' 36' Frederico Moojen | Árbitro(s): Francisco Rivera | Árbitro(s): Francisco Rivera |

| 9 de mayo de 2016, 17:30 (UTC-6) | Canadá | 7 - 4   | Curazao                                          | BN Arena, San José      |                         |
|                                  | - Nazim Belguendouz 1' 29' - Daniel Chamale 17' - Marco Rodríguez 17' - Vahid Assadpour 21' - Frederico Moojen 34' - Eduardo Jauregui 35' | Reporte | - 6' 34' Djuric Ascensión - 16' 28' Every Janzen | Árbitro(s): Leroy Brown | Árbitro(s): Leroy Brown |

| 9 de mayo de 2016, 20:00 (UTC-6) | Cuba | 0 - 6   | Costa Rica                                                                                         | BN Arena, San José       |                          |
|                                  |      | Reporte | - 7' Yariel Sandí - 14' 39' Juan Cordero - 15' Erick Brenes - 29' Edwin Cubillo - 36' Diego Zúñiga | Árbitro(s): Luis Aguilar | Árbitro(s): Luis Aguilar |

| 10 de mayo de 2016, 17:30 (UTC-6) | Cuba | 7 - 4   | Canadá                                                         | BN Arena, San José       |                          |
|                                   | - Reynier Fiallo 15' 27' 29' - Daniel Hernández 29' - Jhonnet Martínez 30' - Reinier Socarras 37' - Breniht Suárez 39' | Reporte | - 18' Ian Bennett - 34' Frederico Moojen - 36' Vahid Assadpour | Árbitro(s): Shane Butler | Árbitro(s): Shane Butler |

| 10 de mayo de 2016, 20:00 (UTC-6) | Costa Rica | 6 - 3   | Curazao                                                        | BN Arena, San José            |                               |
|                                   | - Edwin Cubillo 2' - Juan Cordero 3' - Yariel Sandí 6' - Isaías Mora 8' - Adonay Vindas 12' - Christopher Molina 15' | Reporte | - 10' Jean Pauletta - 19' Everon Espacia - 39' Ashar Bernardus | Árbitro(s): Carlos de la Cruz | Árbitro(s): Carlos de la Cruz |

## Fase final
|  | Semifinales               | Semifinales               |   |                           | Final                     | Final |  |
|  |                           |                           |   |                           |                           |       |  |
|  |                           |                           |   |                           |                           |       |  |
|  | 12 de mayo de 2016, 17:00 |                           |   |                           |                           |       |  |
|  | Panamá                    | 6                         |   |                           |                           |       |  |
|  | Cuba                      | 5                         |   |                           |                           |       |  |
|  |                           |                           |   |                           |                           |       |  |
|  |                           |                           |   |                           | 14 de mayo de 2016, 19:00 |       |  |
|  |                           |                           |   |                           | Panamá                    | 0     |  |
|  |                           | Costa Rica                | 4 |                           |                           |       |  |
|  |                           |                           |   |                           |                           |       |  |
|  |                           |                           |   |                           |                           |       |  |
|  |                           |                           |   |                           | Tercer lugar              |       |  |
|  | 12 de mayo de 2016, 20:00 | 12 de mayo de 2016, 20:00 |   | 14 de mayo de 2016, 16:00 | 14 de mayo de 2016, 16:00 |       |  |
|  | Costa Rica                | 7                         |   | Cuba                      | 2                         |       |  |
|  | Guatemala                 | 1                         |   |                           | Guatemala                 | 3     |  |

#### Semifinales
| 12 de mayo de 2016, 17:00 (UTC-6) | Panamá                                                                                  | 6 - 5 (t. s.)(1 - 0 t. s.) | Cuba                                                                                      | BN Arena, San José           |                              |
|                                   | - Michael de León 6' - Ángel Sánchez 12' 14' - Carlos Pérez 20' 34' - Fernando Mena 42' | Reporte                    | - 15' 29' Denis Márquez - 21' Jhonnet Martínez - 25' Sandy Domínguez - 33' Reynier Fiallo | Árbitro(s): Francisco Rivera | Árbitro(s): Francisco Rivera |

| 12 de mayo de 2016, 20:00 (UTC-6) | Costa Rica | 7 - 1   | Guatemala           | BN Arena, San José         |                            |
|                                   | - Juan Cordero 22' 23' - Diego Zúñiga 22' 27' - Edwin Cubillo 37' - Alejandro Paniagua 38' - Stiven Solís 40' | Reporte | - 35' Edgar Santizo | Árbitro(s): Sergio Cabrera | Árbitro(s): Sergio Cabrera |

#### Tercer lugar
| 14 de mayo de 2016, 16:00 (UTC-6) | Cuba                                   | 2 - 3   | Guatemala                                    | BN Arena, San José     |                        |
|                                   | - Reynier Fiallo 20' - Luis Portal 33' | Reporte | - 3' 8' Miguel Santizo - 15' Marvin Sandoval | Árbitro(s): Einer Arce | Árbitro(s): Einer Arce |

#### Final
| 14 de mayo de 2016, 19:00 (UTC-6) | Panamá | 0 - 4   | Costa Rica                                                               | BN Arena, San José           |                              |
|                                   |        | Reporte | - 11' Alejandro Paniagua - 20' 27' Christopher Molina - 34' Diego Zúñiga | Árbitro(s): Francisco Rivera | Árbitro(s): Francisco Rivera |

| 1           | Guardameta     | Daniel Atencio    |  |
| 2           | Defensa        | Joshua Brown      |  |
| 3           | Defensa        | Oscar Hinks       |  |
| 4           | Defensa        | Jorge Pérez       |  |
| 5           | Defensa        | Fernando Mena     |  |
| 6           | Defensa        | Edgar Rivas       |  |
| 7           | Centrocampista | Claudio Goodridge |  |
| 8           | Delantero      | Carlos Pérez      |  |
| 9           | Centrocampista | Ángel Sánchez     |  |
| 10          | Centrocampista | Michael De León   |  |
| 11          | Delantero      | José Vásquez      |  |
| 12          | Guardameta     | Jaime London      |  |
| 13          | Centrocampista | José Victoria     |  |
| 14          | Delantero      | Ariel Castillo    |  |
| Entrenador: | Entrenador:    | Agustín Campuzano |  |

| 1           | Guardameta     | Álvaro Santamaría  |  |
| 2           | Centrocampista | Isaías Mora        |  |
| 3           | Centrocampista | Stiven Solís       |  |
| 4           | Centrocampista | Christopher Molina |  |
| 5           | Centrocampista | Adonay Vindas      |  |
| 6           | Defensa        | Víctor Fonseca     |  |
| 7           | Centrocampista | Alejandro Paniagua |  |
| 8           | Centrocampista | Juan Cordero       |  |
| 9           | Centrocampista | Gilberth Garro     |  |
| 10          | Defensa        | Edwin Cubillo      |  |
| 11          | Centrocampista | Yariel Sandí       |  |
| 12          | Centrocampista | Diego Zúñiga       |  |
| 13          | Centrocampista | Erick Brenes       |  |
| 14          | Guardameta     | Jairo Toruño       |  |
| Entrenador: | Entrenador:    | Diego Solís        |  |

| Anotado | 11' | Alejandro Paniagua | 0-1 |
| Anotado | 20' | Christopher Molina | 0-2 |
| Anotado | 27' | Christopher Molina | 0-3 |
| Anotado | 34' | Diego Zúñiga       | 0-4 |

| Amonestado | 11' | Edgar Rivas       |  |
| Expulsado  | 27' | Claudio Goodridge |  |
| Amonestado | 24' | Fernando Mena     |  |
| Amonestado | 40' | Ángel Sánchez     |  |

| Amonestado | 31' | Víctor Fonseca |  |

| 1           | Guardameta     | Daniel Atencio    |  |
| 2           | Defensa        | Joshua Brown      |  |
| 3           | Defensa        | Oscar Hinks       |  |
| 4           | Defensa        | Jorge Pérez       |  |
| 5           | Defensa        | Fernando Mena     |  |
| 6           | Defensa        | Edgar Rivas       |  |
| 7           | Centrocampista | Claudio Goodridge |  |
| 8           | Delantero      | Carlos Pérez      |  |
| 9           | Centrocampista | Ángel Sánchez     |  |
| 10          | Centrocampista | Michael De León   |  |
| 11          | Delantero      | José Vásquez      |  |
| 12          | Guardameta     | Jaime London      |  |
| 13          | Centrocampista | José Victoria     |  |
| 14          | Delantero      | Ariel Castillo    |  |
| Entrenador: | Entrenador:    | Agustín Campuzano |  |

| 1           | Guardameta     | Álvaro Santamaría  |  |
| 2           | Centrocampista | Isaías Mora        |  |
| 3           | Centrocampista | Stiven Solís       |  |
| 4           | Centrocampista | Christopher Molina |  |
| 5           | Centrocampista | Adonay Vindas      |  |
| 6           | Defensa        | Víctor Fonseca     |  |
| 7           | Centrocampista | Alejandro Paniagua |  |
| 8           | Centrocampista | Juan Cordero       |  |
| 9           | Centrocampista | Gilberth Garro     |  |
| 10          | Defensa        | Edwin Cubillo      |  |
| 11          | Centrocampista | Yariel Sandí       |  |
| 12          | Centrocampista | Diego Zúñiga       |  |
| 13          | Centrocampista | Erick Brenes       |  |
| 14          | Guardameta     | Jairo Toruño       |  |
| Entrenador: | Entrenador:    | Diego Solís        |  |

| Anotado | 11' | Alejandro Paniagua | 0-1 |
| Anotado | 20' | Christopher Molina | 0-2 |
| Anotado | 27' | Christopher Molina | 0-3 |
| Anotado | 34' | Diego Zúñiga       | 0-4 |

| Amonestado | 11' | Edgar Rivas       |  |
| Expulsado  | 27' | Claudio Goodridge |  |
| Amonestado | 24' | Fernando Mena     |  |
| Amonestado | 40' | Ángel Sánchez     |  |

| Amonestado | 31' | Víctor Fonseca |  |

| 1           | Guardameta     | Daniel Atencio    |  |
| 2           | Defensa        | Joshua Brown      |  |
| 3           | Defensa        | Oscar Hinks       |  |
| 4           | Defensa        | Jorge Pérez       |  |
| 5           | Defensa        | Fernando Mena     |  |
| 6           | Defensa        | Edgar Rivas       |  |
| 7           | Centrocampista | Claudio Goodridge |  |
| 8           | Delantero      | Carlos Pérez      |  |
| 9           | Centrocampista | Ángel Sánchez     |  |
| 10          | Centrocampista | Michael De León   |  |
| 11          | Delantero      | José Vásquez      |  |
| 12          | Guardameta     | Jaime London      |  |
| 13          | Centrocampista | José Victoria     |  |
| 14          | Delantero      | Ariel Castillo    |  |
| Entrenador: | Entrenador:    | Agustín Campuzano |  |

| 1           | Guardameta     | Álvaro Santamaría  |  |
| 2           | Centrocampista | Isaías Mora        |  |
| 3           | Centrocampista | Stiven Solís       |  |
| 4           | Centrocampista | Christopher Molina |  |
| 5           | Centrocampista | Adonay Vindas      |  |
| 6           | Defensa        | Víctor Fonseca     |  |
| 7           | Centrocampista | Alejandro Paniagua |  |
| 8           | Centrocampista | Juan Cordero       |  |
| 9           | Centrocampista | Gilberth Garro     |  |
| 10          | Defensa        | Edwin Cubillo      |  |
| 11          | Centrocampista | Yariel Sandí       |  |
| 12          | Centrocampista | Diego Zúñiga       |  |
| 13          | Centrocampista | Erick Brenes       |  |
| 14          | Guardameta     | Jairo Toruño       |  |
| Entrenador: | Entrenador:    | Diego Solís        |  |

| Anotado | 11' | Alejandro Paniagua | 0-1 |
| Anotado | 20' | Christopher Molina | 0-2 |
| Anotado | 27' | Christopher Molina | 0-3 |
| Anotado | 34' | Diego Zúñiga       | 0-4 |

| Amonestado | 11' | Edgar Rivas       |  |
| Expulsado  | 27' | Claudio Goodridge |  |
| Amonestado | 24' | Fernando Mena     |  |
| Amonestado | 40' | Ángel Sánchez     |  |

| Amonestado | 31' | Víctor Fonseca |  |

| 1           | Guardameta     | Daniel Atencio    |  |
| 2           | Defensa        | Joshua Brown      |  |
| 3           | Defensa        | Oscar Hinks       |  |
| 4           | Defensa        | Jorge Pérez       |  |
| 5           | Defensa        | Fernando Mena     |  |
| 6           | Defensa        | Edgar Rivas       |  |
| 7           | Centrocampista | Claudio Goodridge |  |
| 8           | Delantero      | Carlos Pérez      |  |
| 9           | Centrocampista | Ángel Sánchez     |  |
| 10          | Centrocampista | Michael De León   |  |
| 11          | Delantero      | José Vásquez      |  |
| 12          | Guardameta     | Jaime London      |  |
| 13          | Centrocampista | José Victoria     |  |
| 14          | Delantero      | Ariel Castillo    |  |
| Entrenador: | Entrenador:    | Agustín Campuzano |  |

| 1           | Guardameta     | Álvaro Santamaría  |  |
| 2           | Centrocampista | Isaías Mora        |  |
| 3           | Centrocampista | Stiven Solís       |  |
| 4           | Centrocampista | Christopher Molina |  |
| 5           | Centrocampista | Adonay Vindas      |  |
| 6           | Defensa        | Víctor Fonseca     |  |
| 7           | Centrocampista | Alejandro Paniagua |  |
| 8           | Centrocampista | Juan Cordero       |  |
| 9           | Centrocampista | Gilberth Garro     |  |
| 10          | Defensa        | Edwin Cubillo      |  |
| 11          | Centrocampista | Yariel Sandí       |  |
| 12          | Centrocampista | Diego Zúñiga       |  |
| 13          | Centrocampista | Erick Brenes       |  |
| 14          | Guardameta     | Jairo Toruño       |  |
| Entrenador: | Entrenador:    | Diego Solís        |  |

| Anotado | 11' | Alejandro Paniagua | 0-1 |
| Anotado | 20' | Christopher Molina | 0-2 |
| Anotado | 27' | Christopher Molina | 0-3 |
| Anotado | 34' | Diego Zúñiga       | 0-4 |

| Amonestado | 11' | Edgar Rivas       |  |
| Expulsado  | 27' | Claudio Goodridge |  |
| Amonestado | 24' | Fernando Mena     |  |
| Amonestado | 40' | Ángel Sánchez     |  |

| Amonestado | 31' | Víctor Fonseca |  |

| Bandera de Costa Rica |
| Campeón Costa Rica    |
| 3r título             |

### Posiciones Generales
| Pos | Equipo     | Gr | Pts | PJ | PG | PE | PP | GF | GC | Dif |
| --- | ---------- | -- | --- | -- | -- | -- | -- | -- | -- | --- |
| 1   | Costa Rica | B  | 15  | 5  | 5  | 0  | 0  | 26 | 6  | +20 |
| 2   | Panamá     | A  | 12  | 5  | 4  | 0  | 1  | 24 | 16 | +8  |
| 3   | Guatemala  | A  | 9   | 5  | 3  | 0  | 2  | 17 | 19 | -2  |
| 4   | Cuba       | B  | 4   | 5  | 1  | 1  | 3  | 15 | 20 | -5  |
| 5   | México     | A  | 3   | 3  | 1  | 0  | 2  | 12 | 11 | +1  |
| 6   | Canadá     | B  | 3   | 3  | 1  | 0  | 2  | 11 | 12 | -1  |
| 7   | Curazao    | B  | 1   | 3  | 0  | 1  | 2  | 8  | 14 | -6  |
| 8   | Honduras   | A  | 0   | 3  | 0  | 0  | 3  | 8  | 23 | -15 |

## Premiaciones

### Balón de Oro
Se le otorgó al jugador que mejor jugó al fútbol durante el transcurso del torneo.
| Jugador       | Selección  |
| ------------- | ---------- |
| Edwin Cubillo | Costa Rica |

### Futuro Brillante
Premio al jugador futuro brillante de la federación.
| Jugador       | Selección |
| ------------- | --------- |
| Diego Ramírez | Cuba      |

### Bota de Oro
| Jugador       | Selección |
| ------------- | --------- |
| Freddy Moojen | Canadá    |

### Guante de Oro
Premio al portero que menos goles encajó en su portería.
| Jugador        | Selección |
| -------------- | --------- |
| Daniel Atencio | Panamá    |

### Juego Limpio
Premio a la selección que menos infracciones cometió durante la competición.
| Selección  |
| ---------- |
| Costa Rica |

## Clasificados alMundial de Colombia 2016
| Bandera de Costa Rica | Bandera de Cuba | Bandera de Guatemala | Bandera de Panamá |
| Costa Rica            | Cuba            | Guatemala            | Panamá            |
| --------------------- | --------------- | -------------------- | ----------------- |